# Brugnens
Brugnens (gaskognisch Brunhens) ist eine französische Gemeinde mit 255 Einwohnern (Stand 1. Januar 2022) im Département Gers in der Region Okzitanien; sie gehört zum Arrondissement Condom  und zum Gemeindeverband Lomagne Gersoise. Seine Bewohner nennen sich Brugnensois/Brugnensoises.

## Geografie
Die Gemeinde Brugnens liegt zwischen den Flusstälern von Gers und Auroue, rund 24 Kilometer nordöstlich der Stadt Auch im Nordosten des Départements Gers. Die Gemeinde besteht aus dem Dorf Brugnens, einigen Weilern sowie Einzelgehöften.

## Geschichte
Im 13. Jahrhundert erfolgte eine indirekte Erwähnung, als ein Bertrand de Brugnens Kommandant der Stadt Auch wurde. Der Ort liegt in der Lomagne, die im Mittelalter eine Vizegrafschaft war. Der Ort gehörte von 1793 bis 1801 zum District Lectoure, zudem lag Brugnens von 1793 bis 2015 im Wahlkreis (Kanton) Fleurance. Die Gemeinde war von 1801 bis 1926 dem Arrondissement Lectoure zugeteilt. Dieses wurde 1926 aufgelöst und die Gemeinde Teil des Arrondissements Condom.

## Bevölkerungsentwicklung
| Jahr                       | 1962 | 1968 | 1975 | 1982 | 1990 | 1999 | 2006 | 2014 | 2020 |
| Einwohner                  | 273  | 251  | 221  | 231  | 244  | 250  | 256  | 259  | 253  |
| Quellen: Cassini und INSEE |      |      |      |      |      |      |      |      |      |

## Sehenswürdigkeiten
- Kirche Saint-Blaise aus dem 19. Jahrhundert
- Denkmal für die Gefallenen[1]
- Musée des ancien combattants pour la liberté, Museum mit 1200 Ausstellungsstücken aus der Zeit der beiden Weltkriege
- zahlreiche Wegkreuze und Madonnenstatuen

Quelle:

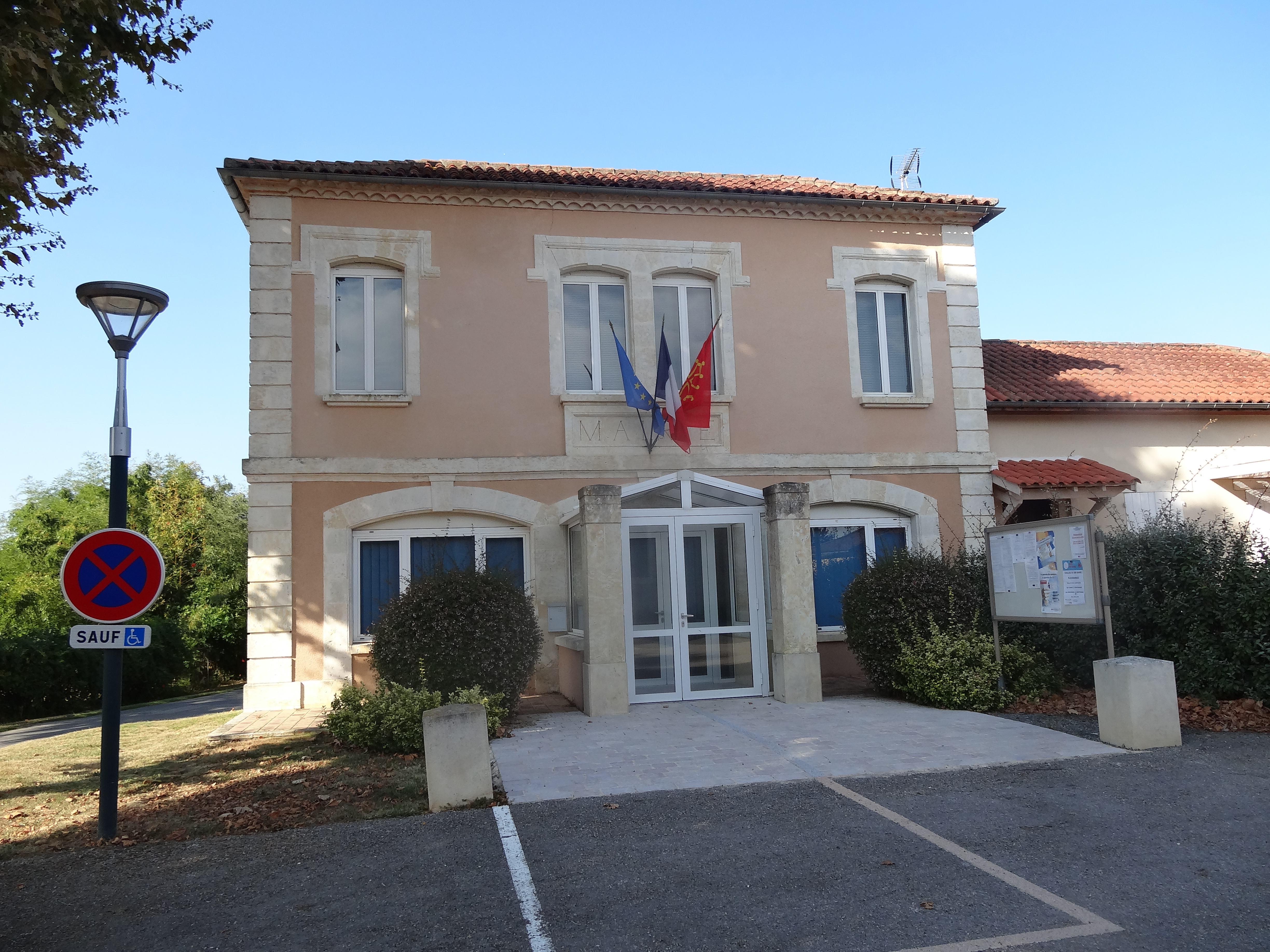
Rathaus Brugnens
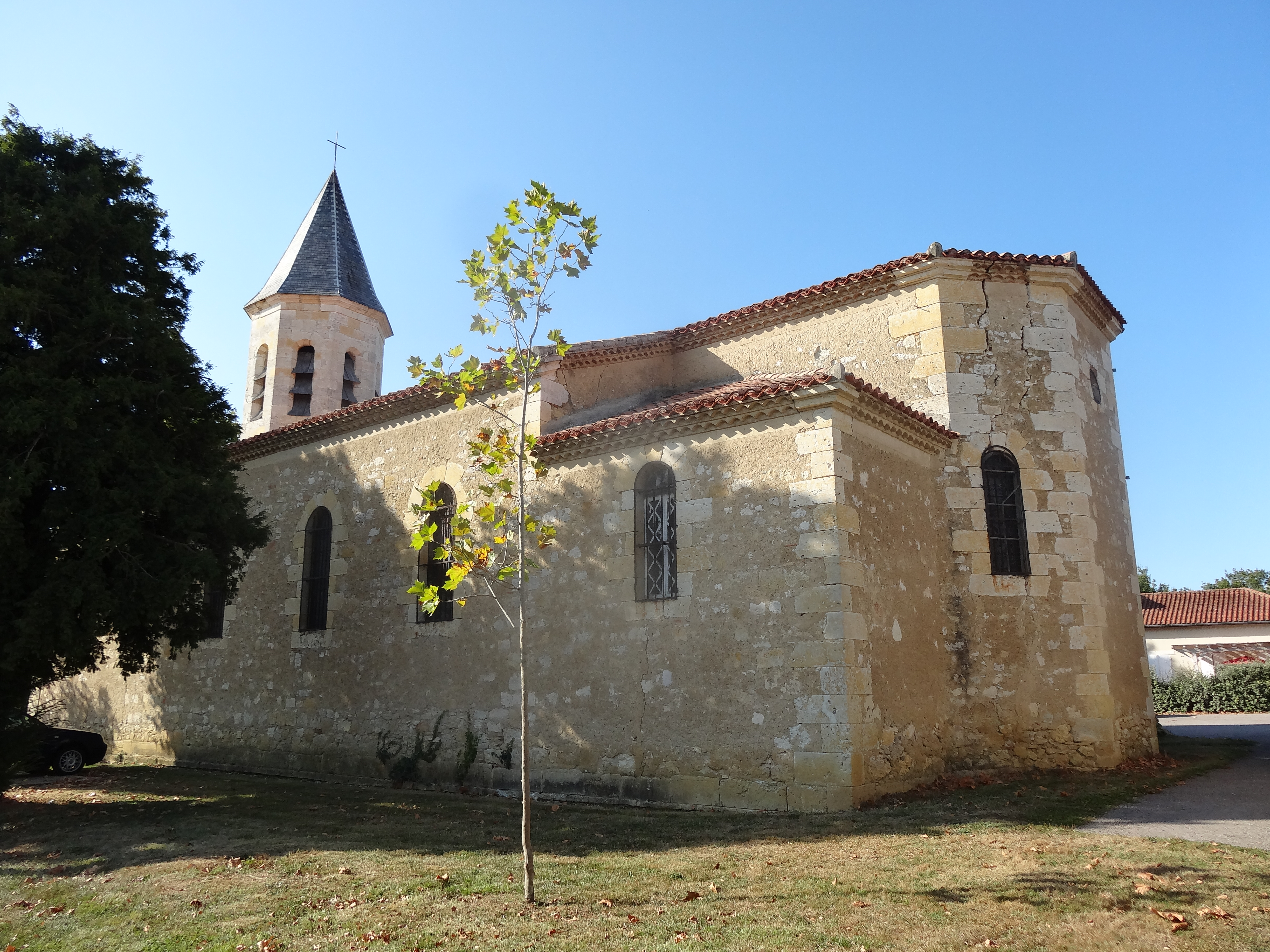
Kirche Saint-Blaise
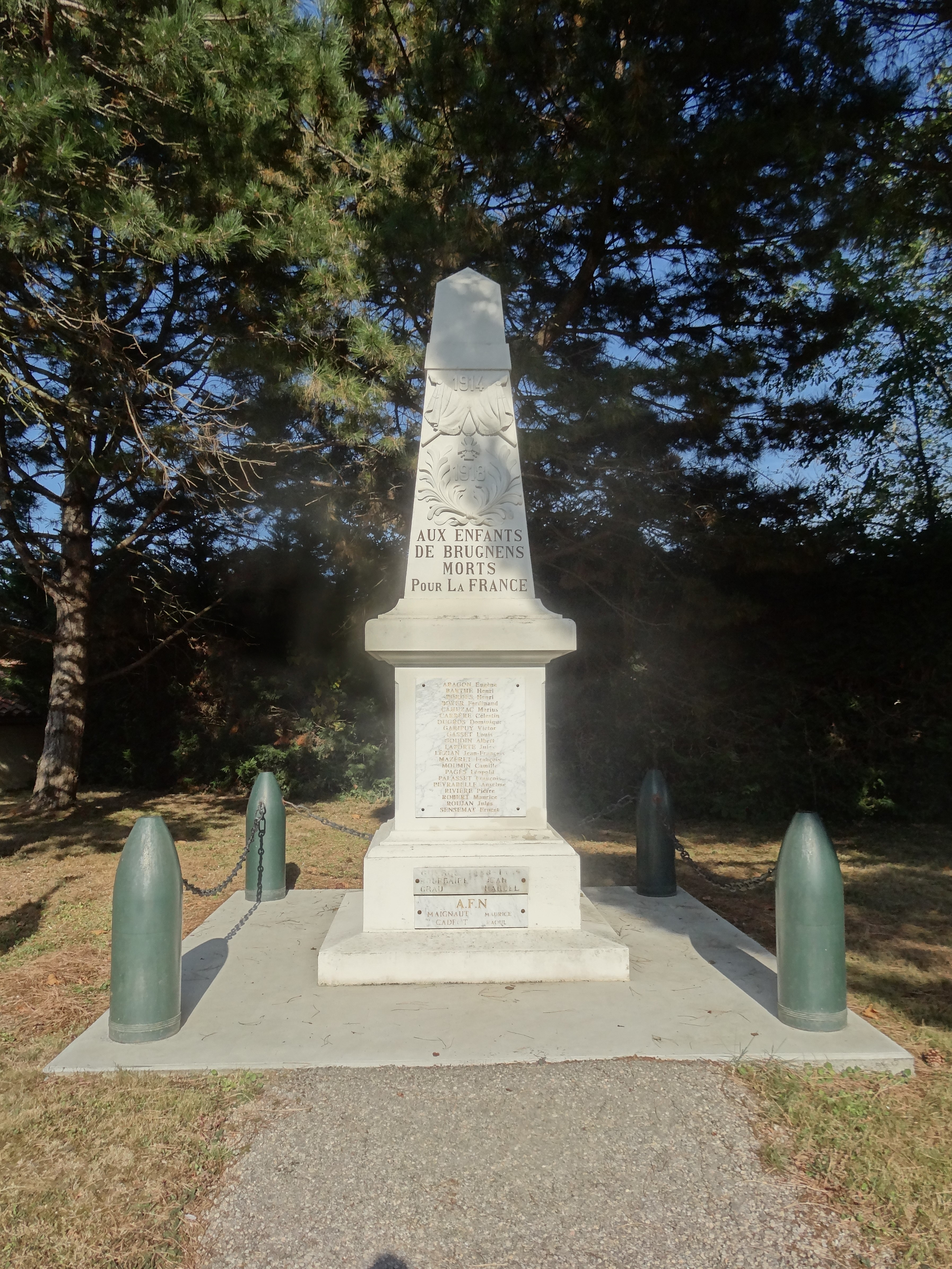
Gefallenendenkmal